# عرن لبناني
العرن اللبناني (باللاتينية: Hypericum libanoticum) نوع نباتي ينتمي إلى جنس العرن من الفصيلة العرنية.

## الموئل والانتشار
النبات متوطن في بلاد الشام.